# Wilhelm Neumann
Carl Johann Wilhelm Neumann (en letón: Kārlis Johans Vilhelms Neimanis; en ruso: Карл Иоганн Вильгельм Нейман; 5 de octubre de 1849, Grevesmühlen - 6 de marzo de 1919, Riga) fue un arquitecto e historiador del arte alemán del Báltico.
La familia de Neumann se trasladó a Kreutzburg (entonces en el Imperio ruso) durante la infancia de Wilhelm. Cuando tuvo 15 años de edad, trabajó como aprendiz en la oficina de ingeniería de Paul Max Bertschy durante la construcción del Ferrocarril Riga-Dünaburg. Después de esto estudió en el Politécnico de Riga, y iniciándose en 1875 en la Academia Imperial de las Artes en San Petersburgo.
Iniciándose en 1873 Neumann trabajó como arquitecto en Dünaburg (Daugavpils), y en 1878 fue promovido a arquitecto jefe de Dünaburg. En 1887 empezó a publicar publicaciones de historia del arte. En 1895 se trasladó a Riga, donde creó numerosos edificios prominentes en estilo historicista, entre ellos la Sinagoga de Peitav. Además, Neumann fue el planificador de muchas mansiones en las Gobernaturas del Báltico y edificios públicos como el Museo y Ateneo Provincial de Curlandia.
Entre 1899 y 1901 Neumann enseñó en el politécnico. En 1905 se convirtió en director del Museo Nacional de Arte de Letonia, un edificio que había sido diseñado por él mismo. Después de 1906 Neumann se centró en sus obras sobre la historia del arte.
Neumann murió el 6 de marzo de 1919, a los 69 años de edad.

## Galería

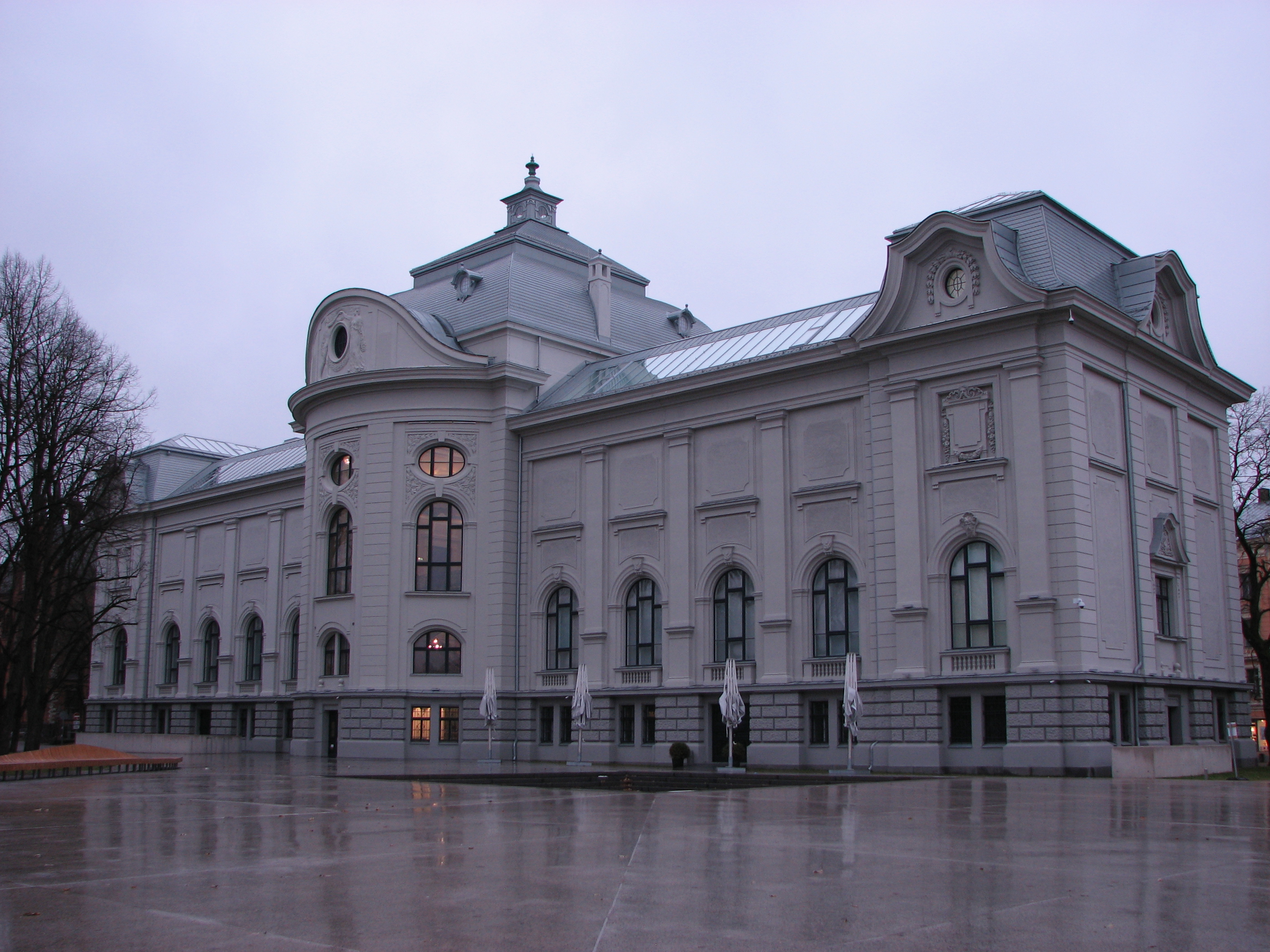
Edificio del Museo Nacional de Arte de Letonia (1905)
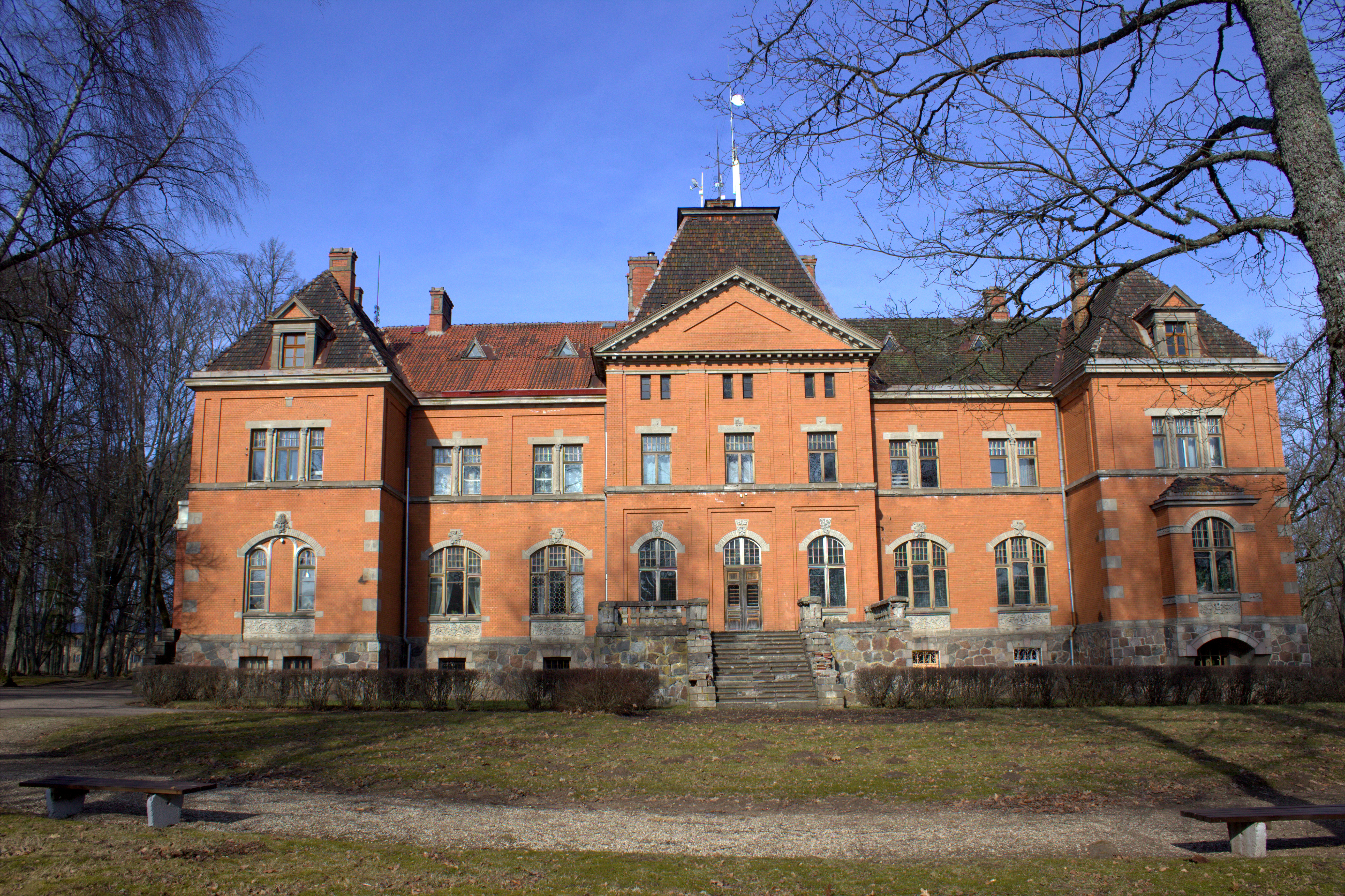
Palacio de Pelči (1903-1904)
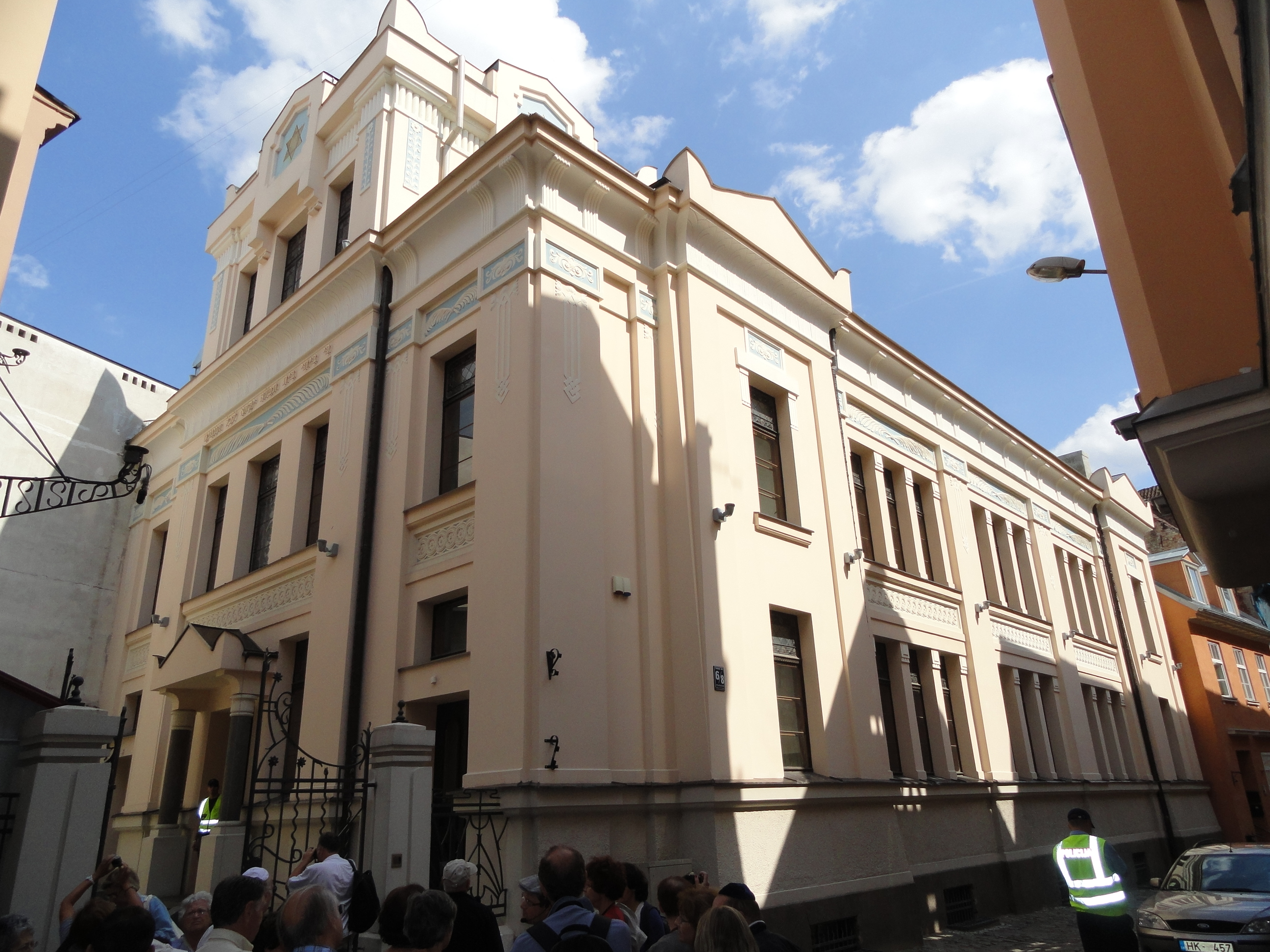
Sinagoga de Peitav en Riga (1903-1905)
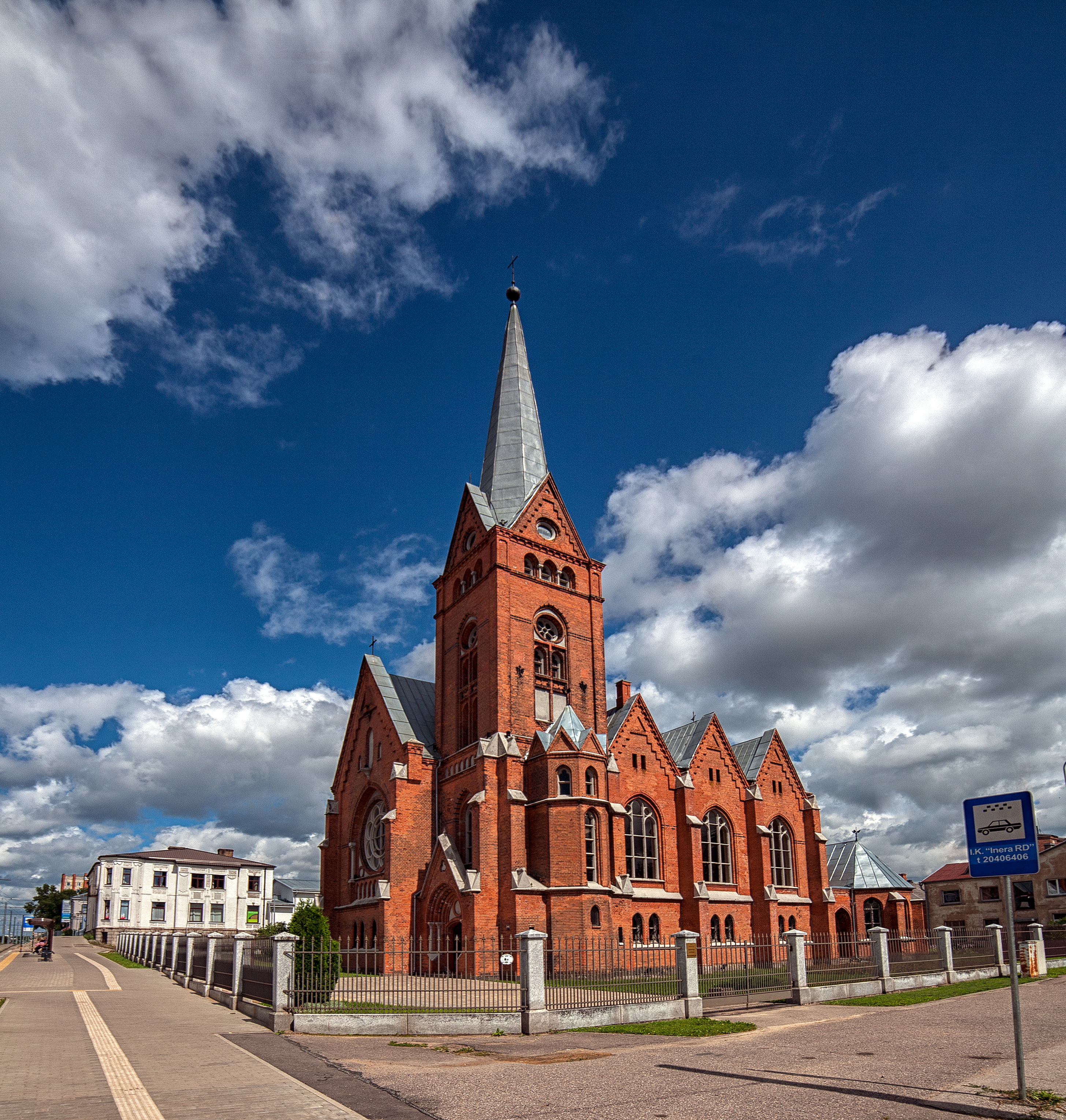
Iglesia Evangélica Luterana de Martín Lutero en Daugavpils (1893)
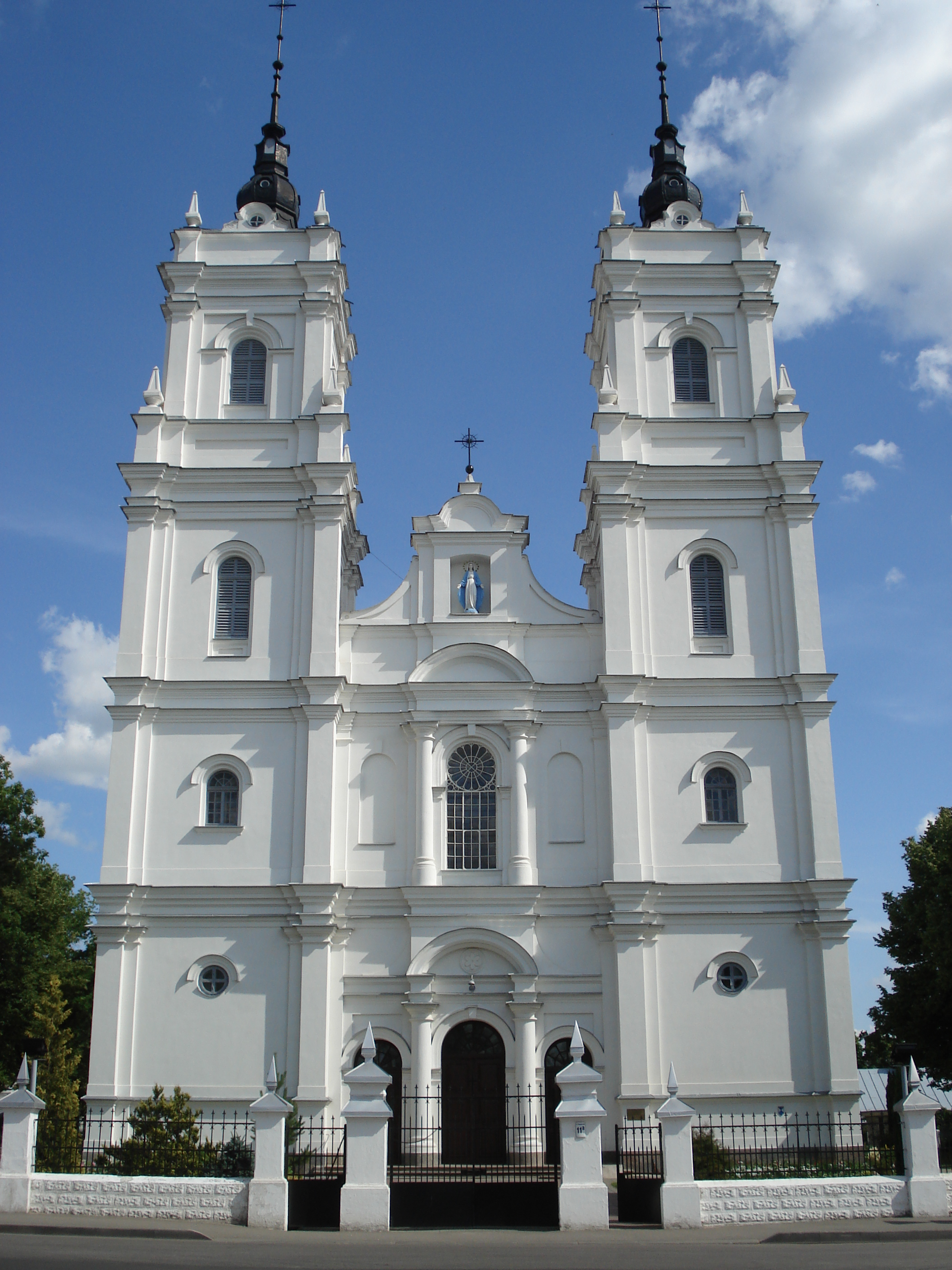
Iglesia Católica de la Inmaculada Concepción de la Virgen María en Daugavpils (1903-1905)
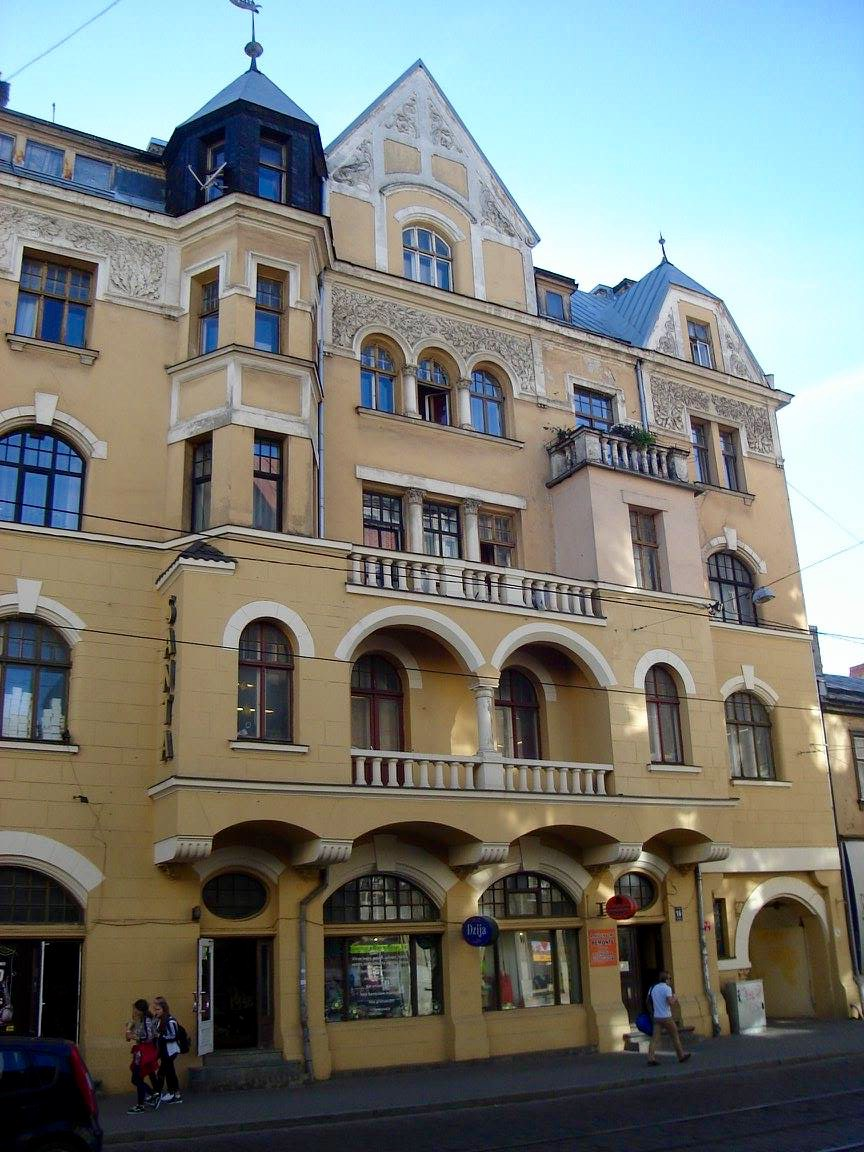
Edificio residencial en la calle Matīsa 16, Riga. (1902).